# Parois
Parois is een Franse plaats en voormalige gemeente in het departement Meuse in de regio Grand Est.
In 1973 werd de gemeente opgeheven en opgenomen in Clermont-en-Argonne.

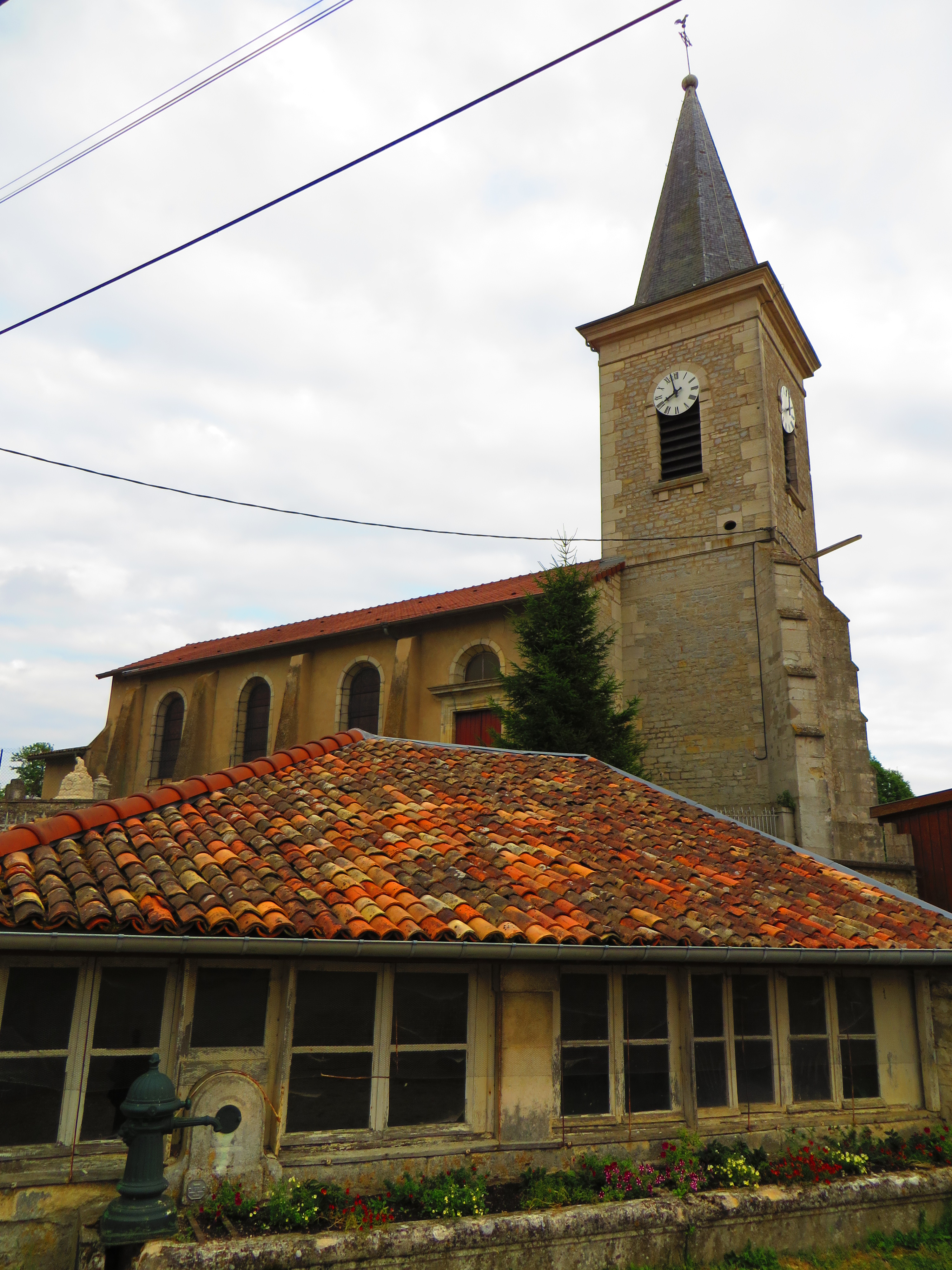
Kerk en washuis van Parois

Auzéville-en-Argonne · Clermont-en-Argonne · Jubécourt · Parois